# グレートベア川
グレートベア川（グレートベアがわ、Great Bear River）とは、北アメリカ大陸の北西部、カナダの北西準州を流れる、河川の1つである。この川はマッケンジー川の支流の1つであり、したがって、この川の水は最終的に北極海へと注ぐ。

## 概要
グレートベア川は、グレートベア湖の南西部のある湾から流れ出して、そこからおおむね西に向かって流れてマッケンジー川へと合流している、長さ約113kmの河川である。なお、グレートベア湖の湖面の標高は186mであり、マッケンジー川との合流点の標高は60mなので、この川は平均すると1kmにつき約111cm標高が下がることが判る。また、この川の流域面積は約15万6500km2だが、この地域の降水量が少ない時期には、当然のように川の流量も減る

。
しかしながら、マッケンジー川との合流点付近において、毎秒528m3の平均流量を持ち、最大流量は毎秒995m3に達する

。
そして、川は不規則に蛇行しているものの、川幅は約350mあって、川の平均水深も約6mほどある。以上のように、比較的勾配の緩い川で、十分な流量と川幅と深さを持っているため、グレートベア川が凍り付いていない時期には、この川は重要な水運のルートとなっている。

## 近年のグレートベア川
グレートベア川を撮影した新旧の航空写真を比較した結果、少なくともここ最近の50年においては、河岸が浸食されて流路が変わった形跡は見られない。このように流路には変化が見られない一方で、近年は1970年代前半と比べて川面が氷結しない場所が80％以上も増えている

。